# Bluntpil
Bluntpil eller ”ekorrpil”, även kallad kolv, är en klumpspetsad, trubbig pil. Sådana pilar användes som namnet antyder för ekorrjakt och jakt på andra mindre pälsdjur eftersom blunten gör att man kan bedöva djuret utan att göra hål på skinnet. Därigenom var skinnen mer värdefulla. 
Vid borgen i Skanör har man funnit en sådan pil gjord av ek. I själva ”blunten” har man borrat två vertikala kanaler för ingjutning av bly, för att få rätt tyngd på spetsen. Från Lund finns en bluntpil av idegran, denna är avbruten och därför svårt att avgöra om denna är för pilbåge eller armborst.
Bofferpilar kallas ibland och oriktigt för bluntpilar.